# VIA Eden

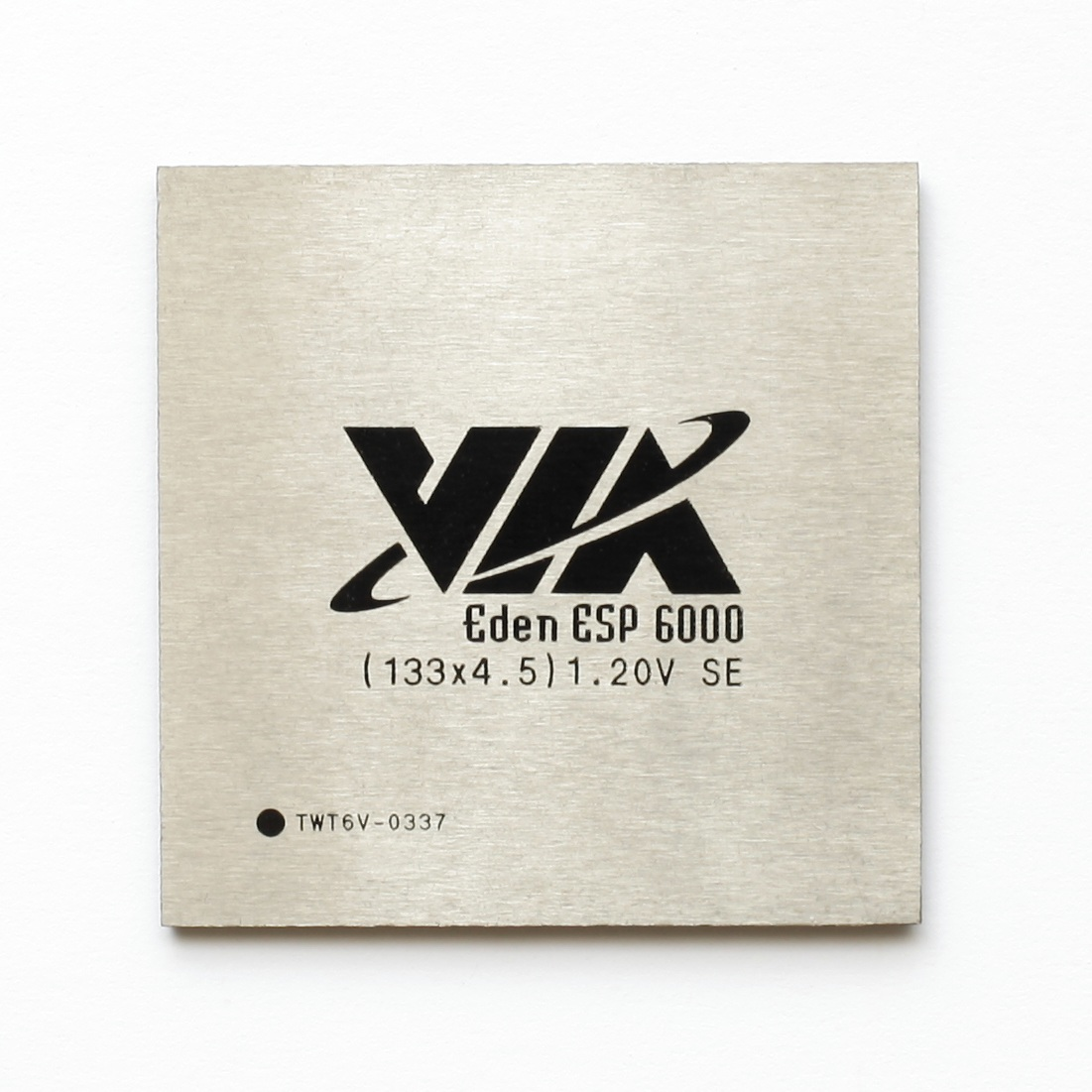

VIA Eden是威盛C3/C7處理器的一个系列名称，主要用於嵌入式設備。Eden拥有更小的封裝體積和更低的功耗，通常搭配VIA EPIA主板或其他Mini-ITX/Nano-ITX平台主板。
VIA Eden有四個主要版本：
- Eden ESP：Samuel 2和Nehemiah核心C3处理器（主频：300MHz - 1.0GHz），35毫米×35毫米EBGA封裝，66/100/133MHz前端總線。
- Eden-N：Nehemiah核心C3处理器（主频：533MHz - 1.0GHz），15毫米×15毫米NanoBGA封装，133MHz前端總線。
- Eden：Esther核心C7处理器（主频：400MHz - 1.2GHz），21毫米×21毫米的NanoBGA2封裝，400MT/s前端總線。
- Eden ULV：Esther核心C7处理器（主频：500MHz - 1.5GHz），21毫米× 21毫米的NanoBGA2封裝，400MT/s前端總線。
  - Eden ULV 500MHz是世界首款TDP仅有1W的x86处理器。[1]

## 另見
- VIA Eden處理器列表

## 外部連結
- VIA Eden Processors - Low Power Fanless Processing （页面存档备份，存于）